# Třída Talbot County
Třída Talbot County byla třída tankových výsadkových lodí amerického námořnictva (Landing Ship Tank – LST). Celkem byly postaveny dvě jednotky této třídy. Stavba třetí (LST-1155) byla zrušena. Byly to jediné americké tankové výsadkové lodě poháněné parními turbínami. Oproti předcházejícím americkým tankovým výsadkovým lodím měly větší výtlak, rychlost i nosnost nákladu.

## Stavba
Obě dvě jednotky této třídy postavila loděnice Boston Navy Yard v Bostonu. Stavba začala ještě v průběhu druhé světové války, po vítězství Spojenců byla stavba načas přerušena, ale nakonec obnovena. Do služby byla plavidla přijata v letech 1947–1949.
Jednotky třídy Talbot County:
| Jméno                              | Spuštěna          | Vstup do služby | Poznámka |
| ---------------------------------- | ----------------- | --------------- | --- |
| USS Talbot County (LST-1153)       | 24. dubna 1947    | 3. září 1947    | Vyřazena 1970, sešrotována.                                                                                              |
| USS Tallahatchie County (LST-1154) | 19. července 1946 | 24. května 1949 | Dne 3. února 1962 reklasifikována na Advance Aviation Base Ship Tallahatchie County (AVB-2). Vyřazena 1970, sešrotována. |

## Konstrukce

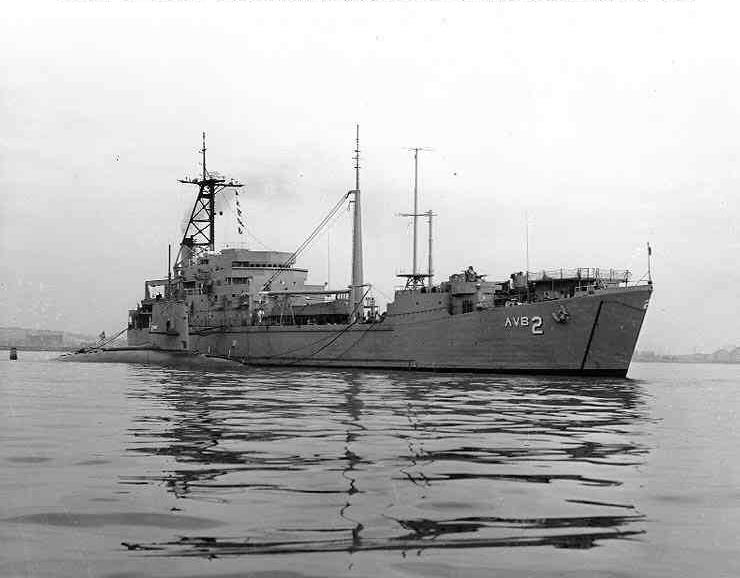
USS Tallahatchie County (AVB-2)

Posádku tvořilo 190 osob. Plavidla přepravovala až 197 vojáků, nebo několik středních tanků. Náklad se vykládal vraty na přídi. Výzbroj tvořily dva 127mm kanóny (jeden na přídi a jeden na zádi) a čtyři 40mm dvoukanóny Bofors a dva 20mm kanóny Oerlikon. Pohon zajišťovaly dva kotle Babcock & Wilcox a dvě převodové turbíny, pohánějící dva lodní šrouby. Nejvyšší rychlost byla 14 uzlů.